# Phyllomyia albocingulata
Phyllomyia albocingulata är en tvåvingeart som först beskrevs av Wulp 1890.  Phyllomyia albocingulata ingår i släktet Phyllomyia och familjen parasitflugor.
Artens utbredningsområde är Costa Rica. Inga underarter finns listade i Catalogue of Life.